# Zdeněk Vojtěch
Zdeněk Vojtěch (ur. 7 maja 1951 w Libercu, zm. 30 listopada 1998) – czechosłowacki kierowca wyścigowy.

## Kariera
W 1979 roku został wicemistrzem Czechosłowacji w grupie A2. W 1978 roku rozpoczął rywalizację w ETCC, Ścigał się Škodą 130 RS w barwach zespołu Bohemia Crystal Team, szczególnie z Břetislavem Enge. W roku 1979 zajął siódme miejsce na torze Zeltweg. Rywalizował także w wyścigach długodystansowych, zajmując m.in. drugie miejsce w wyścigu 500 km Vallelungi w 1981 roku.
W 1982 roku rozpoczął rywalizację BMW. Wygrał wówczas wyścig na Zeltwegu. Rok później wraz z Engem był trzeci w Tourist Trophy. W sezonie 1984 dołączył do fabrycznego zespołu BMW, gdzie ścigał się wspólnie ze Stefanem Johanssonem i Markiem Surerem. Dwa lata później dołączył do zespołu Carlsson Motorsport, używającego Mercedesa 190 E. W 1987 roku rywalizował BMW M3 w zespole Racing Service International. Po rozpadzie Czechosłowacji ścigał się w Pucharze Peugeota, a następnie wspierał karierę synów Tomáša i Štěpána. Zmarł w 1998 roku.